# Fra Angelico
João da Fiesóle (em italiano: Giovanni da Fiesole), nascido Guido di Pietro Trosini, cognominado como Angélico, (Vicchio di Mugello, 1395 – Roma, 18 de Fevereiro de 1455) foi um pintor italiano, beatificado pela Igreja Católica, considerado o artista mais importante da península na época do Gótico Tardio ao início do Renascimento.
O papa João Paulo II, em 1982, indicou sua festa litúrgica para o dia de sua morte e dois anos depois, o mesmo pontífice declarou-o "Padroeiro Universal dos Artistas".

## Biografia
É também chamado Beato Angelico, fra Giovanni da Fiesole (fra é italiano para frei) por ter ingressado primeiro na Congregação de São Nicolau, em 1417, e passados três anos no convento dominicano de Fiesole. Guido di Pietro, ou Guidolino "da Pietro" (i.e., filho de Pietro), porém, foi seu nome de batismo. 

Ao ingressar no convento já tinha recebido treinamento artístico. Entre 1409 e 1418 foi exilado, com o resto da comunidade, por se oporem ao Antipapa Alexandre V. Em 1436 ele e a comunidade se deslocaram para o convento de São Marcos, em Florença, onde começou a pintar as paredes. Em 1447 e 1448 esteve em Roma, e de novo em 1452, trabalhando na corte do papa, decorando as paredes da capela do Papa Nicolau V, no Vaticano e aceitando encomendas em Orvieto. Prior do Convento de Fiesole entre 1448 e 1450, continuou a trabalhar em Roma e Florença.

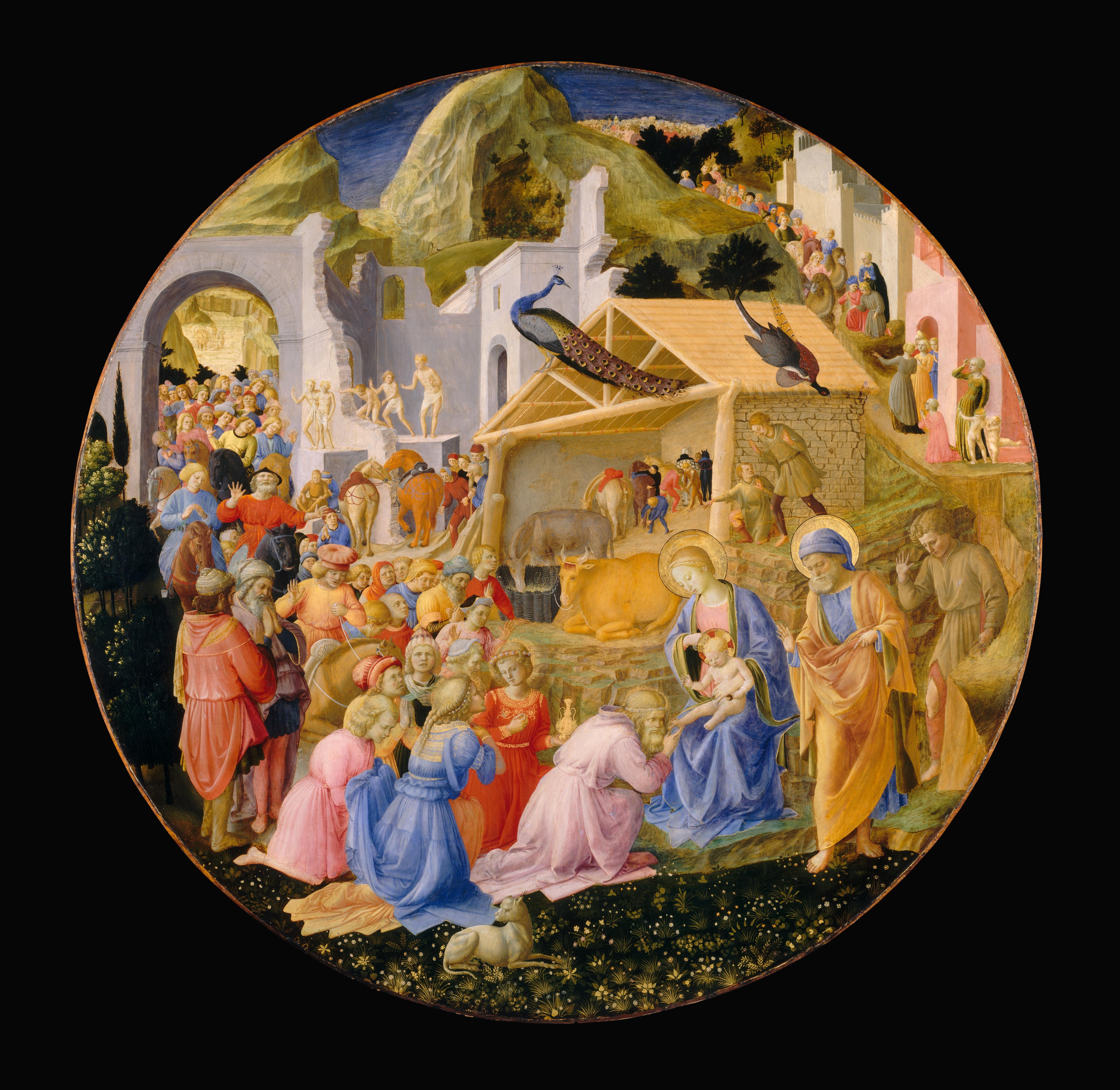
Adoração dos Reis Magos (National Gallery, Washington, DC.)

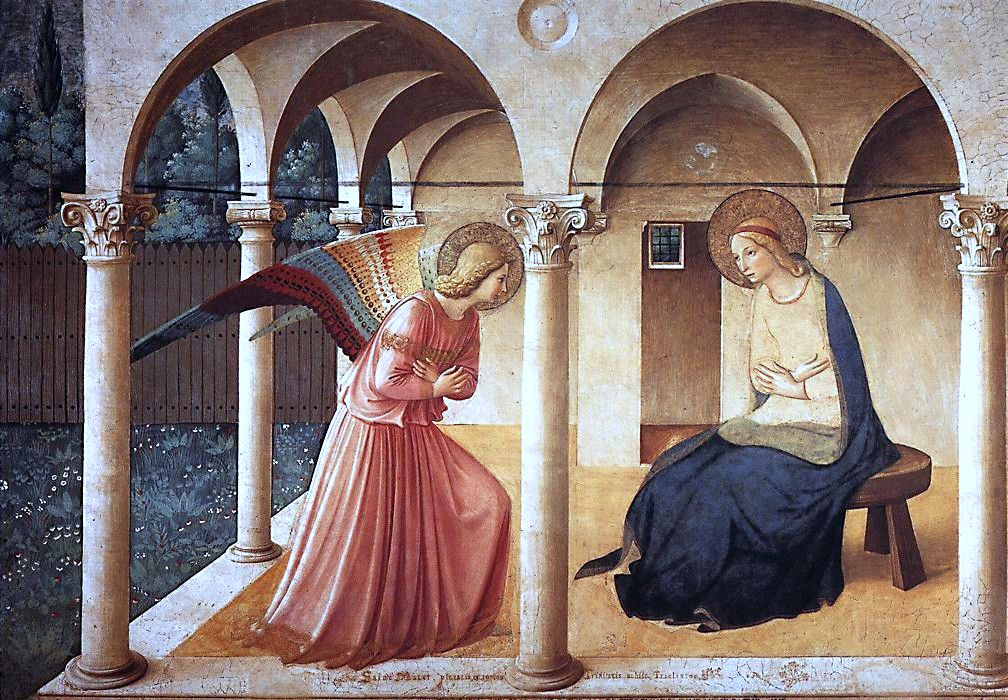
Anunciação, Museu Nacional de São Marcos, Itália

Supõe-se que estudou a arte da iluminura com Lorenzo Monaco, cultivador do estilo gótico internacional. Influenciado por Gentile da Fabriano, e por Lorenzo Ghiberti, Fra Angelico adotou novas formas da Renascença em seus afrescos e nos painéis, desenvolvendo um estilo único, caracterizado por cores suaves, claras, formas elegantes, composições muito contrabalançadas. Acrescenta a sua linguagem pictórica as contribuições de Masaccio, enriquecidas com um achado genial: o uso da luz com uma intenção nada naturalista mas estética, expressa através de um uso inteligente da cor. Sua pintura essencialmente religiosa está dominada por um espírito contemplativo pois concebe a pintura como uma espécie de oração. Seus temas mais frequentes e característicos são a Virgem com o Menino, a coroação da Virgem e a Anunciação. Nas suas representações do paraíso, pinta com dedicação e amor franciscanos flores e ervas dos prados por onde caminham os escolhidos. Uma das suas obras de mais substância é «A Descida», em que se presta mais atenção à veneração e amor dos santos que ao sofrimento de Cristo.
Do ponto de vista técnico, Fra Angélico parte do gosto preciosista e delicado do gótico internacional, enriquecido com o interesse pela perspectiva característico da época. Insiste mais na linha que na cor. Pelos seus temas, pelo seu tratamento da natureza, pela sua incorporação da arquitectura, é inequivocamente renascentista. Pinta frequentemente em colaboração com os seus discípulos.
Em suas pinturas também expressa o sentimento interior das pessoas, como na Obra O Juízo Final, Fra Angelico tenta expressar o amargo e a alegria numa sintonia de cores vivas saindo do padrão Medieval que era voltado somente a Deus e entrando no Renascimento que era voltado ao homem.
A maior parte das suas obras conservam-se no claustro, nas celas e nas salas do mencionado Convento de S. Marcos, cujas paredes mostram murais com cenas e figuras religiosas («Dois Dominicanos Atendendo Jesus Peregrino», «S. Pedro Mártir»). De entre os frescos da Capela Nicolina, a capela do Papa Nicolau V no Vaticano, destacam-se «A Lenda da Santo Estêvão» e «A Lenda de S. Lourenço».
Entre as suas obras principais estão o Retábulo da Madona, em Perugia; a Coroação da Virgem cercada por anjos músicos (Louvre, Paris); o Cristo cercado de anjos, patriarcas, santos e mártires (National Gallery, Londres); a Anunciação (Prado, Madrid); e o Juízo final (Galeria Nacional, Roma). 
Foi beatificado pelo Papa João Paulo II em 3 de outubro de 1982 passando a ser chamado "Beato Fra Angelico".
No dia 14 de novembro de 2006 foram encontrados mais dois painéis por eles pintados, perdidos há mais de 200 anos, numa modesta casa em Oxford, na Inglaterra. 

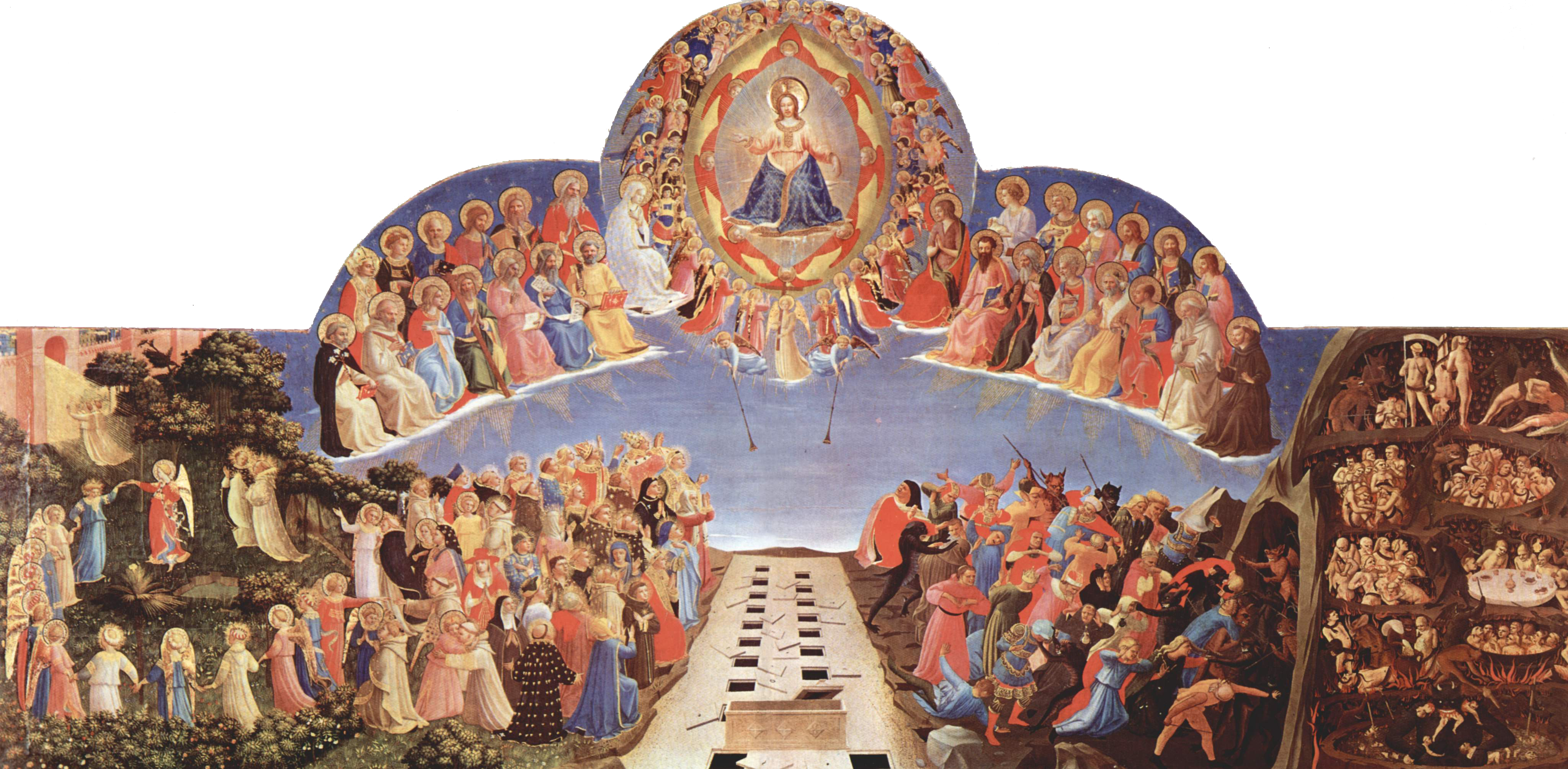
O Juízo Final, Galeria Nacional, Roma (Uma das obras mais famosas e prestigiadas de Beato Fra Angelico)

## Outras obras
- Anunciação (c. 1435), no Museu do Prado